# Tyneside

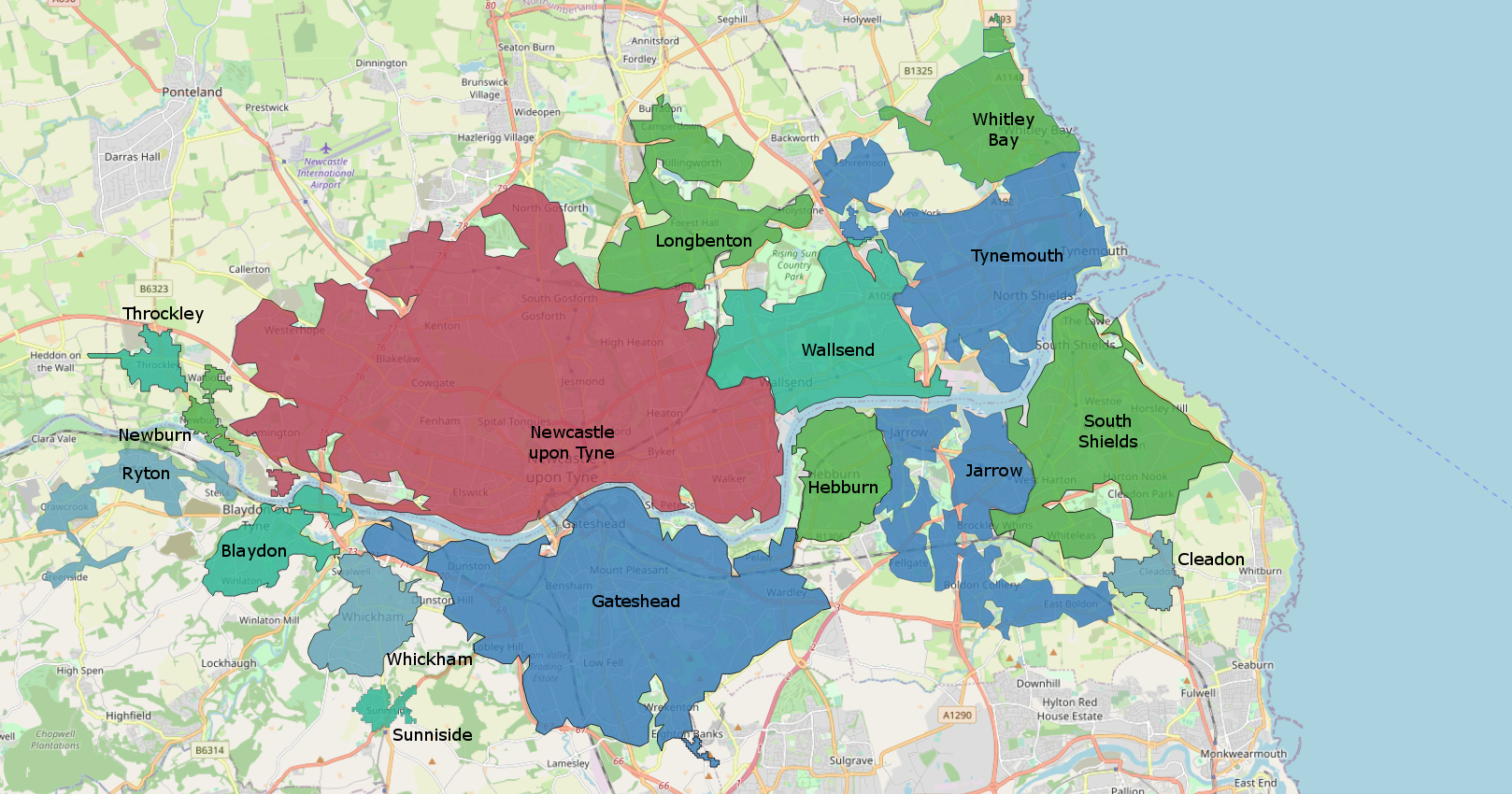
Le sottodivisioni della conurbazione

Il Tyneside è una conurbazione nel nord-est dell'Inghilterra, come definita dall'Office for National Statistics, che ospita l'80% della popolazione del Tyne and Wear. Comprende la città di Newcastle upon Tyne e i distretti metropolitani di Gateshead, North Tyneside e South Tyneside, questi insediamenti si trovano tutti sulla riva del fiume Tyne. La popolazione di questa area urbana era di 879.996 abitanti, secondo il censimento del 2001, rendendola la sesta conurbazione più grande del Regno Unito. L'unico insediamento che non fa parte della conurbazione del Tyneside è Sunderland, che si trova nel Wearside.

## Definizione
L'Office for National Statistics definisce le seguenti aree come parte del Tyneside: 
- Blaydon
- Boldon
- Chester-le-Street
- Cleadon
- Felling
- Gateshead
- Gosforth
- Hebburn
- Howdon
- Jarrow
- Longbenton/Killingworth
- Meadowell

- Newburn
- Newcastle upon Tyne
- North Shields
- Ryton
- Percy Main
- Shiremoor
- South Shields
- Springwell
- Tynemouth
- Wallsend
- Whickham
- Whitley Bay

## Economia
Tabella del valore aggiunto lordo regionale per la regione del Tyneside a prezzi correnti pubblicata (pp. 240–253) dall'Office for National Statistics. Dati in milioni di sterline.
| Anno | Valore aggiunto lordo regionale | Agricoltura | Industria | Servizi |
| ---- | ------------------------------- | ----------- | --------- | ------- |
| 1995 | 7,688                           | 9           | 2,244     | 5,435   |
| 2000 | 9,930                           | 8           | 2,567     | 7,356   |
| 2003 | 11,895                          | 9           | 2,865     | 9,021   |